# 劉善恆
劉善恆（日语：シーズン・ラオ，1987年—），澳門藝術家。

## 生平
劉善恆1987年出生於澳門，澳門理工大學畢業，生活與工作於日本京都與澳門。2009年他的影像作品《百年菉荳圍》構成回響、讓原定被清拆，包括其祖屋的歷史建築群被重新價值評估與保留，促成其藝術活動的契機。
2010年起十年間以日本北海道為創作據點，作品主要源於對「緣起」的洞察。從雪、霧等自然現象中進行「虛實相生」取材的作品於國際上發表。2020年在京都增設工作室，疫情期間，他在淨土寺院等地發表「容中律」的場域特定作品，重新探討人與物象/自然的主體與客體、外部與內部的關係性。2023年，法國尼斯亞洲美術館於開館25周年舉辦其個人展《虛室・生白》。
公共收藏：澳門藝術博物館、尼斯亞洲美術館、巴黎賽努奇博物館、日本千島財團、福岡麗思卡爾頓酒店、Setsu Niseko、綾新雪谷、Nipponia美濃商家町等。

## 著作
- 『SEASON LAO 虚室・生白』Musée départemental des arts asiatiques à Nice、2023年、
ISBN 9784865283815
- 『L'uomo e il paesaggio』Carlo Pozzoni Fotoeditore、2015年、ISBN 9788890963353
- 『百年菉荳圍 Pateo do Mungo』Associacao Promotora para as Industrias Criativas na Freguesia de Aso Lazaro、2010年、ISBN 9799993771905

## 外部連結
- （英文） 官方網站 （页面存档备份，存于）